# The Grip of Circumstance
The Grip of Circumstance è un cortometraggio muto del 1914 diretto da E.H. Calvert.

## Produzione
Il film fu prodotto dalla Essanay Film Manufacturing Company.

## Distribuzione
Distribuito dalla General Film Company, il film - un cortometraggio di due bobine - uscì nelle sale cinematografiche statunitensi il 6 febbraio 1914.
Viene citato in Moving Picture World del 31 gennaio 1914